# ملک چرگی
ملک چرگی (انگلیسی: Malek Chergui؛ زادهٔ ۲ ژوئیهٔ ۱۹۸۸) بازیکن فوتبال اهل فرانسه است.
از باشگاه‌هایی که در آن بازی کرده‌است می‌توان به باشگاه فوتبال کن اشاره کرد.